# غار خران
اشکفت خران مربوط به دوران پارینه‌سنگی جدید است و در شهرستان پل‌دختر، بخش مرکزی، دهستان جلوگیر، روستای ده بزرگ کرکی واقع شده و این اثر در تاریخ ۱۵ دی ۱۳۸۷ با شمارهٔ ثبت ۲۴۲۵۳ به‌عنوان یکی از آثار ملی ایران به ثبت رسیده است.